# Кастийон-ла-Батай
Кастийон-ла-Батай (фр. Castillon-la-Bataille, Castillon-et-Capitourlan) — коммуна в департаменте Жиронда в Новой Аквитании на юго-западе Франции. Официальный язык — французский.
Этот район был местом последней битвы Столетней войны, битвы при Кастийоне, произошедшей 17 июля 1453 года. Поле битвы разворачивалось в районе Кастильон-ла-Батая, на реке Дордонь, итогом стала победа Франции во всей войне.

## Население
| Год  | Население | ±%     |
| ---- | --------- | ------ |
| 1962 | 3,096     | —      |
| 1968 | 3,102     | +0.2 % |
| 1975 | 3,166     | +2.1 % |
| 1982 | 3,207     | +1.3 % |
| 1990 | 3,020     | −5.8 % |
| 1999 | 3,113     | +3.1 % |
| 2008 | 3,362     | +8.0 % |